# No Romeo
No Romeo è il primo album in studio della cantautrice britannica Indiana, pubblicato il 16 gennaio 2015 dalla Epic Records.

## Tracce
1. Never Born – 4:45
2. Solo Dancing – 4:14
3. Play Dead – 4:27
4. Heart on Fire – 4:00
5. Blind as I Am – 3:41
6. Jack – 3:28
7. New Heart – 3:03
8. Bound – 3:38
9. No Romeo – 3:26
10. Calibrated Love – 3:43
11. Shadow Flash – 4:07
12. Only the Lonely – 3:41
13. Mess Around – 5:26

Tracce bonus nell'edizione deluxe
1. Swim Good – 4:33
2. Go Fast – 4:29
3. Erase – 3:38
4. Ink – 3:35
5. Smoking Gun – 3:40
6. Animal – 3:47

## Classifiche
| Classifica (2015) | Posizione massima |
| ----------------- | ----------------- |
| Regno Unito       | 17                |